# 氟化锂
氟化锂（化学式：LiF）是一个碱金属卤化物，室温下为白色晶体，微溶于水，是目前为止已知的碱金属卤化物溶解度最低的物质。它可由碳酸锂或氢氧化锂与氢氟酸在铅皿或铂皿中结晶制得。
氟化锂有氯化钠型的晶体结构，是碱金属氟化物中最难溶和最稳定的。它不生成水合物，在氢氟酸中溶解度会增大，原因是生成氟化氢根离子HF2−。
氟化锂是电解铝工业中的助熔剂，以增加电流的效率，从而加快铝的生产和降低生产成本。它对紫外线的透过率是所有物质中最高的，因此在光学材料中用作紫外线的透明窗，氟化锂单晶可用于生产特殊的光学仪器。
氟化鋰在製備粉末時，也扮演助熔劑的角色，其可有效幫助粉末合成燒結溫度下降。